# Mártonhegy
Mártonhegy ([ˈmaːɾtonhɛɟ], en allemand Martinsberg) est un quartier situé dans le 12e arrondissement de Budapest. Il est situé en partie sur le Széchenyi-hegy. Le quartier tire son nom d'une chapelle érigée en l'honneur de Saint Martin de Tours, né dans la province romaine de Pannonie.